# 西田哲朗
西田 哲朗（にしだ てつろう、1991年9月4日 - ）は、大阪府茨木市出身の元プロ野球選手（内野手）。右投右打。
名前に使われている「朗」の字については、偏が「良」になる「朗」という表記が正しく、登録名にもこの表記を用いていた。

## 経歴

### プロ入り前
箕面自由学園小学校4年の時に「浜一タイガース」で野球を始め、摂陵中学校ではボーイズリーグの「八尾ペッカーズ」でプレー。
関西大学第一高校では1年夏からベンチ入りし遊撃手のレギュラーとなり、2年生から4番。3年の春季近畿地区高校野球大会大阪府予選は4回戦敗退。夏の大阪大会はベスト16（5回戦敗退）で、初戦の東商業高校戦ではサイクル安打を達成する。
2009年のプロ野球ドラフト会議で、東北楽天ゴールデンイーグルスから2巡目で指名。契約金5500万円、年俸600万円（金額は推定）という条件で入団した。背番号は「55」。

### 楽天時代
2010年には「1番・遊撃手」としてイースタン・リーグの開幕戦に出場し、遊撃手として同リーグ公式戦67試合に出場、打率.190、2本塁打、11打点。
2011年には自身と同じく遊撃を守る松井稼頭央が入団し、シーズンの大半を二軍で過ごす。イースタン・リーグ公式戦では、チームの野手で最も多い72試合で遊撃を守り、4本塁打、21打点、打率.220。シーズンの終了間際に、初めて出場選手登録され、10月15日の対西武戦（西武ドーム）6回裏から遊撃手として一軍戦初出場。
2012年はシーズン途中から一軍に昇格し、シーズン終了まで一軍に帯同した。一軍公式戦では、主に終盤で代走や内野の守備要員として起用、通算で21試合に出場する。2番二塁手として一軍初のスタメンに起用された9月14日の対オリックス・バファローズ戦（京セラドーム大阪）では、2回表の打席で一軍初安打、8回表の打席で押し出し死球によって一軍初打点。また、イースタン・リーグ公式戦では、本塁打でリーグ2位タイ（8本）、打点で3位（46打点）、打率で8位（.289）。
2013年には、春季キャンプ中の紅白戦から好調だったことから、プロ入り後初めて公式戦の開幕を一軍で迎えた。開幕直後は二塁手として左打者の藤田一也と併用されたが、打率.115と低迷したため、4月後半に出場選手登録を抹消。抹消後は、イースタン・リーグの監督推薦選手としてフレッシュオールスターゲームへの出場を予定していたが、腰痛を発症したことなどから出場を辞退した。シーズン終盤へ一軍に復帰すると、チームのパシフィック・リーグ優勝で迎えたポストシーズン中も一軍へ帯同。読売ジャイアンツとの日本シリーズでもベンチ登録を果たしたが、出場の機会はなかった。
2014年には、オープン戦で打率.297、2本塁打を記録するほどの好調を受けて、2年連続で開幕一軍を果たした。4月12日の対千葉ロッテマリーンズ戦（QVCマリンフィールド）では、途中出場ながら3安打を放って、自身初の猛打賞を達成。一軍で初めて「1番・遊撃手」としてスタメンに起用された5月10日の同カードでシーズン初本塁打を放つと、翌11日の同カードで2試合連続本塁打を記録した。また、シーズン終盤には、2試合で4番打者に起用。シーズン全体では、一軍公式戦131試合の出場で、7本塁打、41打点、打率.250を記録した。
2015年には、春季キャンプ序盤（2月3日）のフリーバッティング中に、自打球を左足甲に当てて骨折。後に全治6 - 8週間を要することが判明したため、一軍復帰は公式戦開幕直後の4月17日にまで持ち越された。復帰後も3度にわたって一軍と二軍を往復したため、一軍公式戦には通算で62試合の出場にとどまったが、6月3日の対東京ヤクルトスワローズ戦（明治神宮野球場）でプロ入り後初の1試合4安打を記録。4度目の登録（8月15日）を機に遊撃手としてスタメンに固定されると、「1番・遊撃手」として起用された9月20日の対オリックス戦（京セラドーム大阪）1回表には、自身初の初回先頭打者本塁打を山﨑福也から放った。
2016年には、登録名を本名の「西田哲朗」から「哲朗」に変更することを1月5日に発表。一軍公式戦には11試合に出場しただけで、1本塁打、1打点、打率.100と低迷した。なお、シーズン終了後の11月17日には、翌2017年シーズンから登録名を「西田哲朗」に戻すことが球団から発表。
2017年には、遊撃手のレギュラーに茂木栄五郎、控えとして三好匠が定着したため出場機会を喪失。8月になり三好が骨折で離脱すると、同じく怪我明けの茂木に代わる守備固めやスタメンとして出場するようになる。しかし、22試合出場、24打席で打率.136、本塁打0、失策2と全く結果を残せなかった。

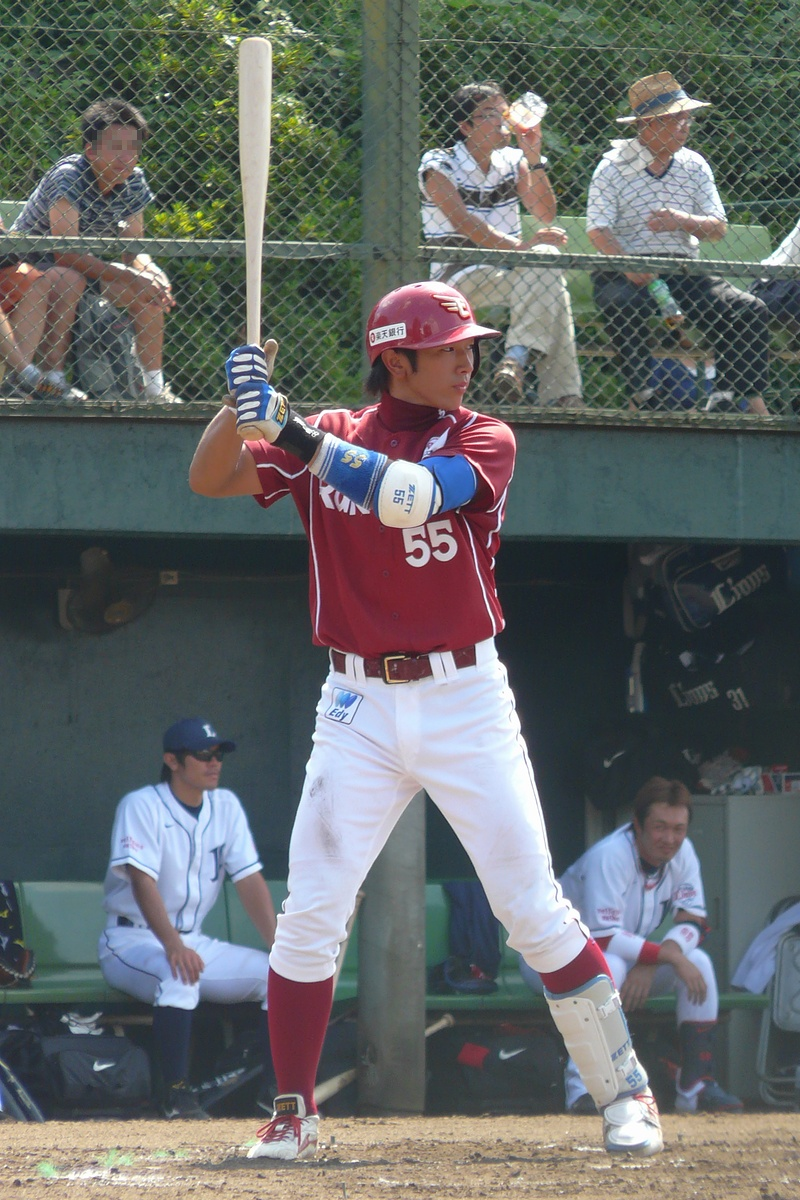
（2010年）

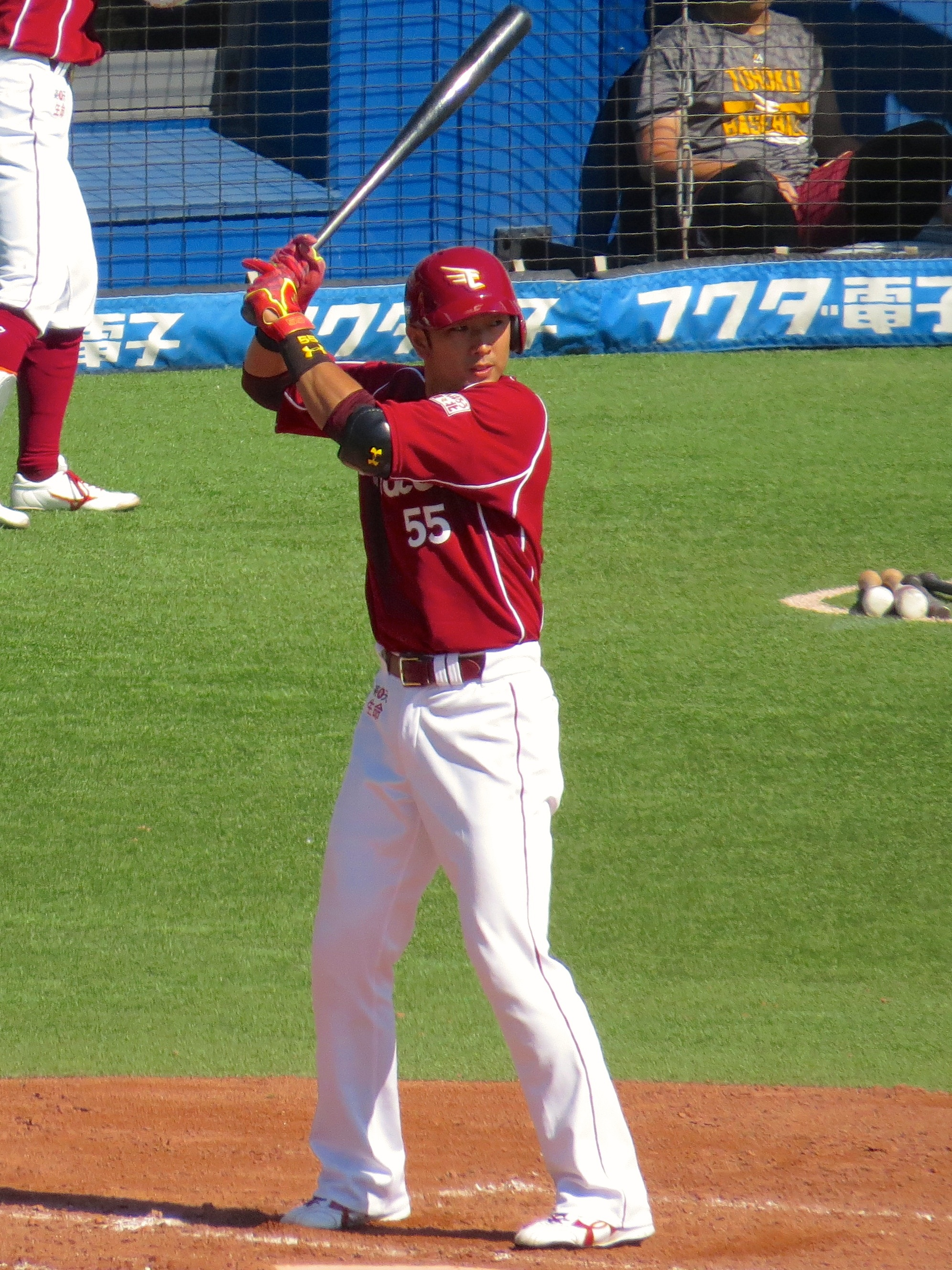
楽天時代（2015年9月22日 QVCマリンフィールド）

シーズン終了後、山下斐紹とのトレードで福岡ソフトバンクホークスへの移籍が発表された。

### ソフトバンク時代
11月15日、チームが秋季キャンプを行っている宮崎市のアイビースタジアム内で入団会見が行われた。年俸1200万円（金額は推定）で合意し、背番号は「22」となり、同日から秋季キャンプに合流した。
2018年、内野の控えとして開幕ベンチ入り果たし4月1日にはデスパイネの代走として初出場し初打席では初ヒットを記録した、しかしその後出番はなく4月4日には一軍登録を抹消された。5月25日には一軍復帰し肘痛で調子の上がらない今宮健太の代役で遊撃手として初のスターティングメンバーに入ると今度はレギュラー二塁手だった本多雄一が怪我で離脱し二塁手として先発出場し時には三塁手や一塁手と内野全てを守った。7月3日の対楽天戦では古巣相手に2年ぶりの本塁打を記録するなどパンチ力もアピールするなどの活躍もありチームに貢献した。特にクライマックスシリーズではファーストステージは1試合の出場に終わったが、ファイナルステージでは今宮の代わりにレギュラー遊撃手として出場し5試合で.583の大活躍。日本シリーズでは第6戦では、自身日本シリーズ初の安打と打点を記録する。契約更改では600万増の1800万円でサインした。
2019年、2年連続開幕ベンチ入りをしたものの左脇腹を痛め4月3日には登録を抹消、左脇腹の状態は悪く全治8週間と診断された。7月9日には再び一軍復帰したが、7月26日には今度は試合前の練習で右脇腹の痛みを訴えスターティングメンバーに入っていたものの急遽メンバーチェンジをすることとなり工藤公康監督は対戦相手のオリックス西村徳文監督に謝罪する事態となった。翌日には登録を抹消されこの年は一軍復帰することができず、一軍定着後としては自己ワーストの出場7試合に終わった。
2020年、開幕を一軍で迎え、7月5日の対日本ハム戦においてスタメン出場するが、成績が上がらず9月28日に一軍選手登録を抹消される。一軍公式戦の出場は36試合にとどまり、11月26日、球団より戦力外通告を受けた。
12月23日、自身のInstagramで現役引退と同時にソフトバンクの広報に就任することを表明した。12月25日、チーム広報に就任することが発表された。

## 選手としての特徴
内野の全ポジションを守れるユーティリティープレイヤー 。打撃ではパンチ力と勝負強さが魅力。50m走のタイム6秒0、本塁から一塁までのタイム4秒1、遠投100mを記録。

## 人物
趣味はマジック。特技は似顔絵。
楽天入団後の2014年7月21日の対埼玉西武ライオンズ戦（西武ドーム）から、楽天球団公認の応援団が、西田の個人応援歌を設定。『艦隊これくしょん -艦これ-』で使われている通常戦闘（昼戦）BGM「砲雷撃戦、始め!」をメロディーに用いたことが、ファンの間で話題となった。
2018年シーズン終盤の記事では、試合前にベンチ前で行われる円陣の声出しでポケットから取り出したものと掛けるダジャレでチームを鼓舞することに注目された。たとえば、ある時西田はポケットからあたりめを取り出し「"あたりめ"ぇのことを"あたりめ"ぇにやりましょう」と気合を入れたかと思えば、またある時はコーヒーフレッシュ（小型のコーヒークリーム）を取り出し「"フレッシュ"な気持ちでいきましょう」。

## 詳細情報

### 年度別打撃成績
| 年 度      | 球 団        | 試 合 | 打 席 | 打 数 | 得 点 | 安 打 | 二 塁 打 | 三 塁 打 | 本 塁 打 | 塁 打 | 打 点 | 盗 塁 | 盗 塁 死 | 犠 打 | 犠 飛 | 四 球 | 敬 遠 | 死 球 | 三 振 | 併 殺 打 | 打 率 | 出 塁 率 | 長 打 率 | O P S |
| ---------- | ------------ | ----- | ----- | ----- | ----- | ----- | -------- | -------- | -------- | ----- | ----- | ----- | -------- | ----- | ----- | ----- | ----- | ----- | ----- | -------- | ----- | -------- | -------- | ----- |
| 2011       | 楽天         | 1     | 1     | 1     | 0     | 0     | 0        | 0        | 0        | 0     | 0     | 0     | 0        | 0     | 0     | 0     | 0     | 0     | 1     | 0        | .000  | .000     | .000     | .000  |
| 2012       | 楽天         | 20    | 27    | 22    | 2     | 3     | 0        | 0        | 0        | 3     | 1     | 0     | 0        | 3     | 0     | 1     | 0     | 1     | 4     | 0        | .136  | .208     | .136     | .344  |
| 2013       | 楽天         | 26    | 52    | 48    | 3     | 8     | 1        | 0        | 0        | 9     | 2     | 1     | 0        | 2     | 0     | 2     | 0     | 0     | 14    | 0        | .167  | .200     | .188     | .388  |
| 2014       | 楽天         | 131   | 415   | 372   | 39    | 93    | 19       | 0        | 7        | 133   | 41    | 8     | 3        | 12    | 3     | 24    | 0     | 4     | 100   | 9        | .250  | .300     | .358     | .658  |
| 2015       | 楽天         | 62    | 183   | 168   | 19    | 37    | 7        | 0        | 1        | 47    | 8     | 2     | 4        | 4     | 0     | 11    | 0     | 0     | 44    | 4        | .220  | .268     | .280     | .548  |
| 2016       | 楽天         | 11    | 21    | 20    | 3     | 2     | 0        | 0        | 1        | 5     | 1     | 0     | 0        | 0     | 0     | 1     | 0     | 0     | 6     | 2        | .100  | .143     | .250     | .393  |
| 2017       | 楽天         | 22    | 24    | 22    | 2     | 3     | 0        | 0        | 0        | 3     | 0     | 0     | 0        | 0     | 0     | 2     | 0     | 0     | 10    | 0        | .136  | .208     | .136     | .345  |
| 2018       | ソフトバンク | 72    | 113   | 109   | 18    | 23    | 3        | 0        | 4        | 38    | 16    | 3     | 0        | 2     | 1     | 1     | 0     | 0     | 37    | 1        | .211  | .216     | .349     | .565  |
| 2019       | ソフトバンク | 7     | 8     | 8     | 2     | 1     | 1        | 0        | 0        | 2     | 1     | 0     | 0        | 0     | 0     | 0     | 1     | 0     | 0     | 0        | .125  | .125     | .250     | .375  |
| 2020       | ソフトバンク | 36    | 11    | 11    | 6     | 1     | 0        | 0        | 0        | 1     | 1     | 2     | 1        | 0     | 0     | 0     | 0     | 0     | 4     | 0        | .091  | .091     | .091     | .182  |
| 通算：10年 | 通算：10年   | 388   | 855   | 781   | 94    | 171   | 31       | 0        | 13       | 241   | 71    | 16    | 8        | 23    | 4     | 42    | 0     | 5     | 220   | 16       | .219  | .262     | .309     | .571  |

- 2020年度シーズン終了時

### 年度別守備成績
| 年 度 | 球 団        | 遊撃  | 遊撃  | 遊撃  | 遊撃  | 遊撃  | 遊撃     | 二塁  | 二塁  | 二塁  | 二塁  | 二塁  | 二塁     | 三塁  | 三塁  | 三塁  | 三塁  | 三塁  | 三塁     | 一塁  | 一塁  | 一塁  | 一塁  | 一塁  | 一塁     |
| 年 度 | 球 団        | 試 合 | 刺 殺 | 補 殺 | 失 策 | 併 殺 | 守 備 率 | 試 合 | 刺 殺 | 補 殺 | 失 策 | 併 殺 | 守 備 率 | 試 合 | 刺 殺 | 補 殺 | 失 策 | 併 殺 | 守 備 率 | 試 合 | 刺 殺 | 補 殺 | 失 策 | 併 殺 | 守 備 率 |
| ----- | ------------ | ----- | ----- | ----- | ----- | ----- | -------- | ----- | ----- | ----- | ----- | ----- | -------- | ----- | ----- | ----- | ----- | ----- | -------- | ----- | ----- | ----- | ----- | ----- | -------- |
| 2011  | 楽天         | 1     | 0     | 1     | 0     | 0     | 1.000    | -     | -     | -     | -     | -     | -        | -     | -     | -     | -     | -     | -        | -     | -     | -     | -     | -     | -        |
| 2012  | 楽天         | 6     | 4     | 6     | 0     | 1     | 1.000    | 6     | 8     | 11    | 0     | 1     | 1.000    | 8     | 1     | 8     | 0     | 2     | 1.000    | -     | -     | -     | -     | -     | -        |
| 2013  | 楽天         | 19    | 23    | 25    | 2     | 4     | .960     | 5     | 8     | 12    | 0     | 3     | 1.000    | 1     | 0     | 0     | 0     | 0     | .000     | -     | -     | -     | -     | -     | -        |
| 2014  | 楽天         | 126   | 146   | 283   | 11    | 63    | .975     | 3     | 3     | 2     | 0     | 0     | 1.000    | 4     | 3     | 3     | 0     | 0     | 1.000    | -     | -     | -     | -     | -     | -        |
| 2015  | 楽天         | 47    | 62    | 113   | 2     | 26    | .989     | 1     | 0     | 2     | 0     | 0     | 1.000    | 16    | 2     | 16    | 3     | 1     | .857     | -     | -     | -     | -     | -     | -        |
| 2016  | 楽天         | 6     | 9     | 17    | 0     | 4     | 1.000    | 1     | 1     | 3     | 1     | 0     | .800     | -     | -     | -     | -     | -     | -        | -     | -     | -     | -     | -     | -        |
| 2017  | 楽天         | 15    | 5     | 14    | 1     | 3     | .950     | 5     | 3     | 4     | 1     | 0     | .875     | -     | -     | -     | -     | -     | -        | -     | -     | -     | -     | -     | -        |
| 2018  | ソフトバンク | 27    | 19    | 45    | 0     | 0     | 1.000    | 22    | 21    | 28    | 0     | 6     | 1.000    | 5     | 1     | 4     | 0     | 1     | 1.000    | 21    | 61    | 7     | 0     | 3     | 1.000    |
| 2019  | ソフトバンク | 6     | 5     | 8     | 0     | 2     | 1.000    | -     | -     | -     | -     | -     | -        | -     | -     | -     | -     | -     | -        | -     | -     | -     | -     | -     | -        |
| 2020  | ソフトバンク | 12    | 8     | 6     | 0     | 2     | 1.000    | -     | -     | -     | -     | -     | -        | 7     | 2     | 1     | 0     | 0     | 1.000    | 11    | 15    | 4     | 0     | 3     | 1.000    |
| 通算  | 通算         | 266   | 281   | 518   | 16    | 114   | .980     | 43    | 44    | 62    | 2     | 10    | ,981     | 41    | 9     | 32    | 3     | 4     | .932     | 32    | 76    | 11    | 0     | 6     | 1.000    |

- 2020年度シーズン終了時

### 記録
- 初出場：2011年10月15日、対埼玉西武ライオンズ24回戦（西武ドーム）、6回裏に松井稼頭央に代わり遊撃手で出場
- 初打席：同上、7回表に岡本篤志から空振り三振
- 初先発出場：2012年9月14日、対オリックス・バファローズ21回戦（京セラドーム大阪）、2番・二塁手で先発出場
- 初安打：同上、2回表に佐藤達也から右前安打
- 初打点：同上、8回表に西川雅人から押し出し死球
- 初盗塁：2014年4月4日、対福岡ソフトバンクホークス1回戦（Koboスタジアム宮城）、6回裏に三盗（投手：攝津正、捕手：細川亨）
- 初本塁打：2014年5月10日、対千葉ロッテマリーンズ8回戦（QVCマリンフィールド）、3回表に藤岡貴裕から左越先制ソロ

### 背番号
- 55（2010年 - 2017年）
- 22（2018年 - 2020年）

### 登録名
- 西田 哲朗（にしだ てつろう、2010年 - 2015年、2017年 - 2020年）
- 哲朗（てつろう、2016年）

### 登場曲
- 「ズッコケ男道」 関ジャニ∞（過去）
- 「Niggas In Paris」 カニエ・ウェスト（2014年）
- 「No.1」 西野カナ（2016年 - 2017年）
- 「WAになっておどろう」 V6（2016年 - 2017年）
- 「夜空に咲く花」 MEGARYU（2018年 - ）
- 「はじまりの言葉」 ET-KING（2018年 - 2020年）
- 「アポロ」 ポルノグラフィティ（2018年 - 2020年）